# Eupatorium formosanum
Eupatorium formosanum là một loài thực vật có hoa trong họ Cúc. Loài này được Hayata mô tả khoa học đầu tiên năm 1908.

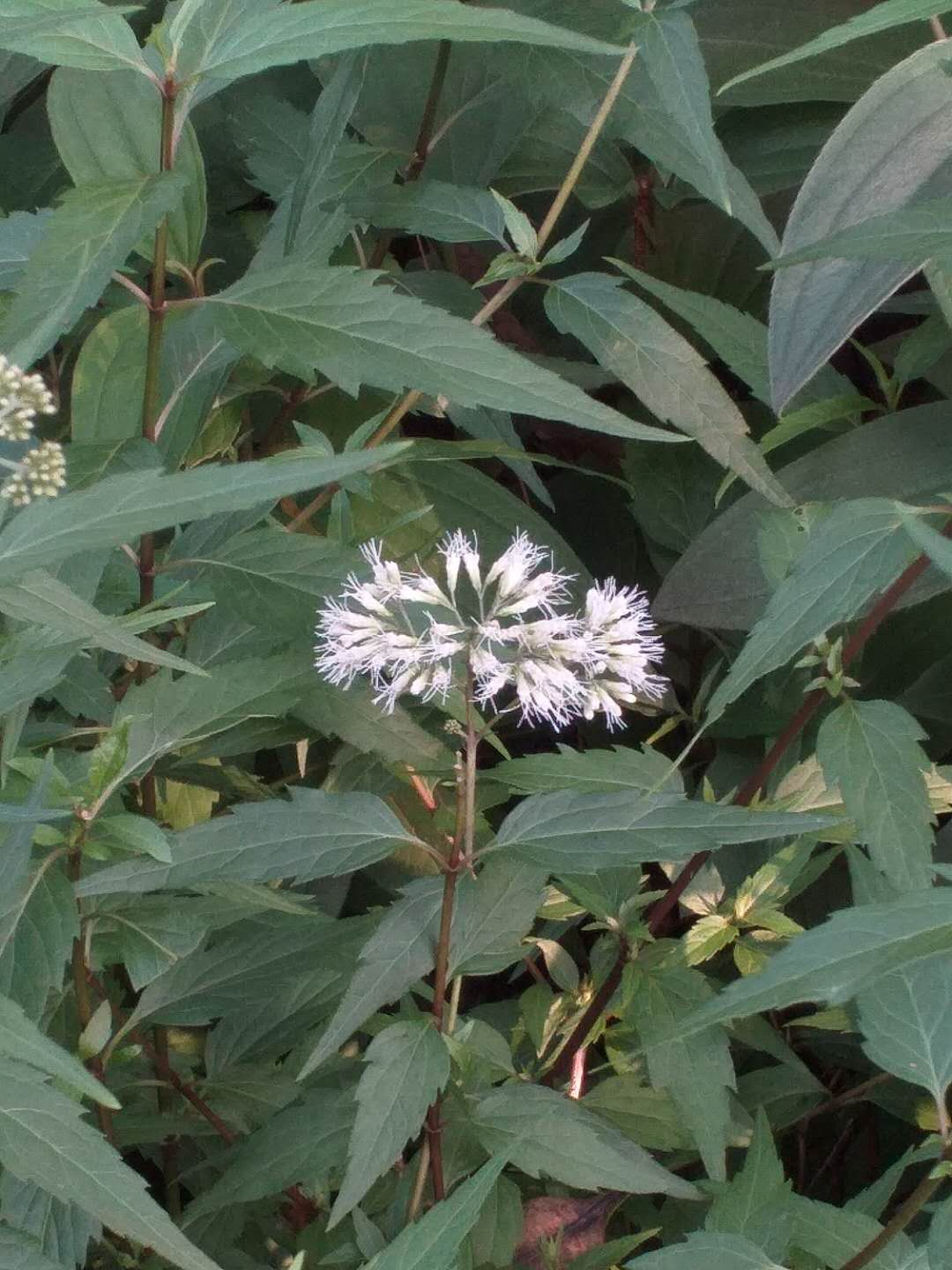
Cụm hoa và lá

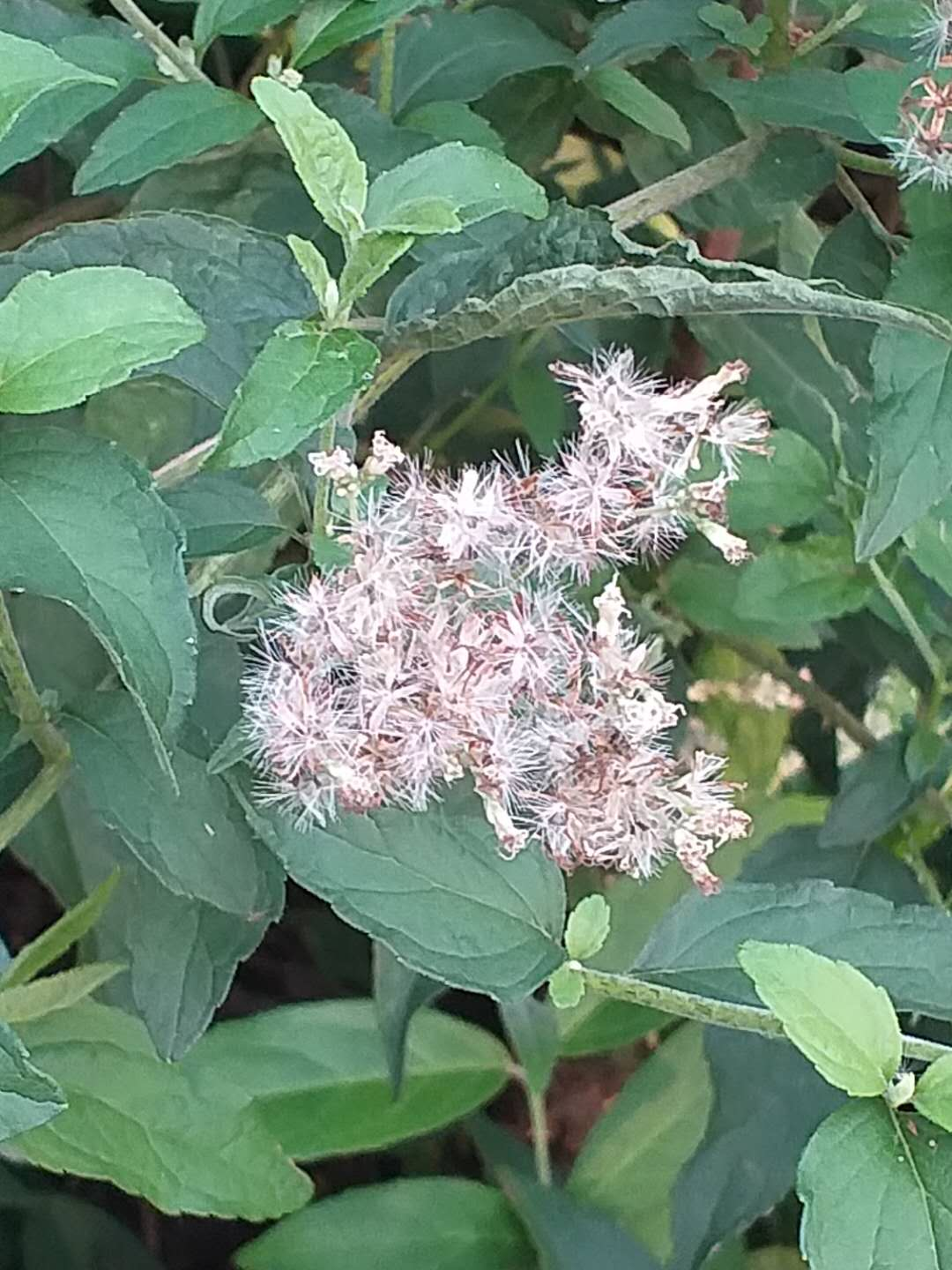
Mào lông